# Don Knotts
Don Knotts, właśc. Jesse Donald Knotts (ur. 21 lipca 1924 w Morgantown, zm. 24 lutego 2006 w Los Angeles) – amerykański aktor i komik. 
Laureat pięciu nagród Emmy. 19 stycznia 2000 otrzymał własną gwiazdę w Alei Gwiazd w Los Angeles znajdującą się przy 7083 Hollywood Boulevard.

## Wczesne lata
Urodził się i dorastał w Morgantown w Wirginii Zachodniej jako najmłodszy z czterech synów Elsie Luzetty (z domu Moore) i rolnika Williama Jessego Knottsa. Jego rodzina miała korzenie angielskie, niemieckie, irlandzkie i szkockie. Miał trzech braci – Ralpha Lewisa, Willisa Vincenta i Williama Earla „Billa”.
Matka Knottsa miała 40 lat, gdy się urodził. Jego ojciec, który cierpiał na schizofrenię i alkoholizm, czasami terroryzował go nożem, powodując, że już w młodym wieku zwrócił się do środka. Jego ojciec zmarł na zapalenie płuc, gdy Knotts miał 13 lat. On i jego bracia byli wówczas wychowywani przez matkę, która prowadziła pensjonat w Morgantown. Zmarła w 1969 w wieku 84 lat. Jej syn William poprzedził ją śmiercią (cierpiał na astmę) w 1941 w wieku 31 lat. 
W 1942 ukończył Morgantown High School. Po zaciągnięciu się do United States Army i odbyciu służby podczas II wojny światowej, w  1948 uzyskał tytuł bachelor’s degree na kierunku logopedii na Uniwersytecie Zachodniej Wirginii w Morgantown. 

## Kariera
Zanim rozpoczął naukę w szkole średniej, Knotts zaczął występować jako brzuchomówca i komik podczas różnych uroczystości kościelnych i szkolnych. W latach 1955–57 występował na Broadwayu w komedii Iry Levina Oferma w armii. 
Od 3 października 1960 do 29 stycznia 1968 grał postać zastępcy szeryfa Barneya Fife’a, kuzyna szeryfa Andy’ego Taylora (w tej roli Andy Griffith) w sitcomie CBS The Andy Griffith Show, która przyniosła mu pięć nagród Emmy (1961, 1962, 1963, 1966, 1967) dla najlepszego aktora drugoplanowego w komedii telewizyjnej. Od 25 września 1979 do 18 września 1984 występował w roli Ralpha Furleya w sitcomie ABC Three’s Company.

## Życie osobiste
Był trzykrotnie żonaty. 27 grudnia 1947 zawarł związek małżeński z Kathryn Kay Metz, z którą miał syna Thomasa Allena i córkę Karen Ann (ur. 2 kwietnia 1954). 17 marca 1966 doszło do rozwodu. 12 października 1974 poślubił Loralee Czuchną, z którą się rozwiódł w 1989. W 2002 ożenił się z Francey Yarborough.

### Śmierć
Zmarł 24 lutego 2006 w wieku 81 lat w Cedars-Sinai Medical Center w Los Angeles w Kalifornii na zapalenie płuc. Został pochowany na cmentarzu Westwood Memorial Park w Los Angeles.

## Filmografia

### Filmy
- 1963: Ten szalony, szalony świat jako nerwowy kierowca
- 1963: Posuń się kochanie jako Shoe Clerk
- 1968: Najgorszy rewolwerowiec Dzikiego Zachodu jako dr Jesse W. Heywood
- 1977: Chrabąszcz jedzie do Monte Carlo jako Wheely Applegate
- 1984: Wyścig armatniej kuli II jako funkcjonariusz patrolu
- 1987: Pinokio i Władca Ciemności jako Gee Willikers
- 1997: Koty nie tańczą jako T.W. Turtle (głos)
- 1998: Miasteczko Pleasantville jako mechanik telewizorów
- 2005: Kurczak Mały jako burmistrz Turcji Lurkey (głos)

### Seriale
- 1953–1955: Search for Tomorrow jako Wilbur Peterson
- 1970: Bill Cosby Show jako Leo Swann
- 1972: Nowy Scooby Doo jako Homer Pipsqueak (głos)
- 1976–1977: The Sonny & Cher Comedy Hour – różne postacie
- 1977: Muppet Show – w roli samego siebie
- 1979–1984: Three’s Company jako Ralph Furley
- 1979: Statek miłości jako Herb Grobecker
- 1985: Inspektor Gadżet jako agent MAD (głos)
- 1987: Statek miłości – w roli samego siebie
- 1988–1992: Matlock jako Les Calhoun
- 1993: Garfield i przyjaciele – głos
- 1993: Krok za krokiem jako zastępca Feif
- 1993: Late Show with David Letterman – w roli samego siebie
- 1994: Prawo Burke’a jako dr Adkins
- 2003: 8 prostych zasad – w roli samego siebie
- 2004: Johnny Bravo – głos
- 2005: Różowe lata siedemdziesiąte jako właściciel posesji
- 2005: Las Vegas – w roli samego siebie
- 2005: Robot Chicken – głos

## Odznaczenia
- Medal za Dobre Zachowanie
- Medal Wyzwolenia Filipin
- Medal Kampanii Azji-Pacyfiku
- Medal Zwycięstwa w II Wojnie Światowej
- Odznaka Strzelca Wyborowego
- Honorable Service Lapel Pin